# Johnny Ngauamo
Pas d'image ? Cliquez ici

a Compétitions nationales et continentales officielles uniquement.

b Matchs officiels uniquement.
Dernière mise à jour le 6 février 2019.
 Johnny Fotu Ngauamo, est né le 20 juillet 1969 à Nuku'alofa (Tonga). C’est un joueur de rugby à XV, qui a joué avec l'équipe des Tonga, évoluant au poste de trois-quarts centre (1,85 m pour 96 kg). 
Son frère Milton est lui aussi international tongien.

## Palmarès
Johnny Fotu Ngauamo obtient six sélections avec l'équipe des Tonga entre le 5 juillet 1997 à l’occasion d’un match contre les îles Cook, et le 29 octobre 2003 contre le Canada.
Il participe à une édition de la Coupe du monde disputée, en  2003 où il joue lors de deux matchs, contre l'Italie et le Canada.